# キャサリン・ベル
キャサリン・リサ・ベル（Catherine Lisa Bell、1968年8月14日 - ）は、アメリカ合衆国の女優。

## 来歴
イギリス・ロンドンで生まれた。父親はスコットランド人の建築家、母親はイラン人。母親と共に3歳のときにカリフォルニア州に移り、12歳の時にアメリカの市民権を取得。
子供の頃から広告などのモデルを務める。カリフォルニア大学ロサンゼルス校で生物学を学ぶが、中退して日本でモデルとして働くようになる。
初めての映画出演は1992年の『永遠に美しく…』だが、このときはイザベラ・ロッセリーニのボディダブルであった。その後、『犯罪捜査官 ネイビーファイル』など主にテレビで活躍している。
20代の頃に甲状腺癌を克服しており、首に手術の痕がある。
サイエントロジーの信者である。
2011年時点で二人の子供がいる。

## フィルモグラフィ

### 映画
| 年   | 作品                                                   | 役名           | 備考       |
| ---- | ------------------------------------------------------ | -------------- | ---------- |
| 1997 | クラッシュ・ダイブ Crash Dive                          | リサ・スターク | ビデオ映画 |
| 1999 | タイムクラッシュ・超時空カタストロフ The Time Shifters |                | テレビ映画 |
| 2003 | ブルース・オールマイティ Bruce Almighty                | スーザン       |            |

### テレビシリーズ
| 年        | 作品                                                       | 役名                           | 備考                               |
| --------- | ---------------------------------------------------------- | ------------------------------ | ---------------------------------- |
| 1995      | フレンズ Friends                                           | ロビン                         | 第2シーズン第6話「忘れ物にご用心」 |
| 1996-2005 | 犯罪捜査官 ネイビーファイル JAG                            | サラ・"マック"・マッケンジー   | 計206話出演                        |
| 2005      | バミューダ・トライアングル The Triangle                    | エミリー・パターソン           | 全3話のミニシリーズ                |
| 2006      | LAW & ORDER:性犯罪特捜班 Law & Order: Special Victims Unit | ナオミ                         | 第8シーズン第9話「もつれた愛」     |
| 2007-2013 | アーミー・ワイフ Army Wives                                | デニス・シャーウッド           | 計117話出演                        |
| 2008      | The Good Witch                                             | カッサンドラ・ナイティンゲール | テレビ映画 製作総指揮              |
| 2009      | The Good Witch's Garden                                    | カッサンドラ・ナイティンゲール | テレビ映画 製作総指揮              |
| 2010      | The Good Witch's Gift                                      | カッサンドラ・ナイティンゲール | テレビ映画 製作総指揮              |
| 2011      | Last Man Standing                                          | アビー・コリンズ               | テレビ映画 製作                    |
| 2011      | The Good Witch's Family                                    | カッサンドラ・ナイティンゲール | テレビ映画 製作総指揮              |
| 2011      | Good Morning, Killer                                       | アナ・グレイ                   | テレビ映画                         |
| 2012      | The Good Witch's Charm                                     | カッサンドラ・ナイティンゲール | テレビ映画 製作総指揮              |
| 2013      | King & Maxwell                                             | ジョーン・ディリンガー         | ゲスト                             |
| 2013      | The Good Witch's Destiny                                   | カッサンドラ・ナイティンゲール | テレビ映画 製作総指揮              |
| 2014      | The Good Witch's Wonder                                    | カッサンドラ・ナイティンゲール | テレビ映画 製作総指揮              |
| 2015-     | グッドウィッチ Good Witch                                  | カッサンドラ・ナイティンゲール | メイン 製作総指揮                  |
| 2017      | Home for Christmas Day                                     | ジェーン・マケンドリック       | テレビ映画 製作総指揮              |
| 2017      | High-Rise Rescue                                           | ベス・デイヴィス               | テレビ映画 製作総指揮              |
| 2017      | Christmas in the Air                                       | リディア・エヴァンス           | テレビ映画 製作総指揮              |
| 2018      | A Summer to Remember                                       | ジェシカ・タッカー             | テレビ映画 製作総指揮              |
| 2019-2020 | NCIS:LA 〜極秘潜入捜査班 NCIS: Los Angeles                 | サラ・"マック"・マッケンジー   | 計3話出演                          |